# Chirotica parallela
Chirotica parallela là một loài tò vò trong họ Ichneumonidae.